# Poljana Vojnićka
Poljana Vojnićka – wieś w Chorwacji, w żupanii karlowackiej, w gminie Krnjak. W 2011 roku liczyła 18 mieszkańców.